# Мирне (Сватівський район)
Ми́рне, колишнє Червоноармі́йське — селище в Україні, у Лозно-Олександрівській селищній громаді Сватівського району Луганської області. Орган місцевого самоврядування — Мирненська сільська рада. Сільській раді підпорядковані села Кочине-Розпасіївка, Новопокровка, Нянчине, Попасне. Площа селища 293 га.

## Назва
Колишня назва села Стукалове походить від прізвища Стукалова, прикажчика графині Піддубної. За народною версією — від дієслова «стукати», бо село славилось місцевими ковалями.

## Історія
До появи села ці землі, 40 тис. десятин, належали княгині Мещерській, що жила в Харкові, а землями управляв жорстокий прикажчик Стукалов, про якого в народі залишилось багато недобрих переповідок. 1905 року княгиня продала ці землі Харківському земельному банку. Частину цих земель викупила графиня Піддубна.
Офіційно село Стукалове засноване 1909 року під час Столипінської реформи і заселення Старобільського повіту («Українського Сибіру»). Перші поселенці були Бендич Іван Андрійович, Кліщ Мирон Костянтинович з Київської, Байрачний Григорій Кирилович — Харківської, Хоменко, Свистун, Нечухрайний — Полтавської губерній. Унтер-офіцер Іван Бендич оселившись поруч із ставком став виночерпієм графині Піддубної в Стукаловому. Рада селянських депутатів утворена в грудні 1917 року. 1918 року маєток графині було зруйновано, а на його місці Іван Бендич, випрохавши матеріалів в Сватовому, вирішив побудувати школу.
1929 року під час примусової колективізації було створено колгосп «Паризька комуна». Для сільськогосподарських робіт залучали військовослужбовців Червоної армії, які були розквартировані у військовій частині на території села. Тому 1930 року село отримало статус селища під новою назвою Красноармійське. 1930 року утворено великий колгосп «Тополі» (на стику земель сучасних Білокуракинського, Троїцького, Сватівського районів Луганської області), до якого 1931 року увійшли землі колгоспу «Паризька комуна», а частина земель увійшла до новоствореного радгоспу «Червоноармієць». Осередок ВКП(б) і комсомолу створено в 1933 році.
У роки Німецько-радянської війни 65 жителів села воювали у Радянській армії, 35 з них загинуло. 52 людини нагороджені орденами і медалями СРСР.
1947 року селище було перейменоване на Червоноармійське. Після голодного 1947 року в радгоспі одержали добрі врожаї, за що багато радгоспних працівників отримало орденів та медалей.
На період головування в колгоспі Будняка В. М. (1951—1975) припадає розквіт економічного та соціального життя селища. У селі з'явилися нові МТФ, машинно-тракторна майстерня. Велось велике будівництво тваринницьких ферм, закуповували нову техніку: трактори, комбайни, автомашини. Організовано індивідуальне будівництво на 3 вулицях, поставлено кілька будинків за кошти радгоспу. В селі з'явився водогін.
За часів головування Трокая В. Г. в селі було покладено асфальт, збудовано ангар, зведено нову Молодіжну вулицю. У 1990-х роках відкрито новий торговельний центр, почалась газифікація села.

## Населення
Населення становить 520 осіб, 200 дворів. На середину XX століття селище налічувало 225 дворів та 638 мешканців.

## Вулиці
У селі існують вулиці: Маяковського, Молодіжна, Новоселівська, Першотравнева, Пшенична, Садова, Центральна, Шевченко, Широка, Шкільна, провулок Зарічний.

## Економіка
За часів СРСР у селищі знаходилась центральна садиба радгоспу «Червоноарміець», створеного в 1932 році. За радгоспом було закріплено 13 555 га сільськогосподарських угідь, з них 8423 га орної землі. Радгосп вирощував зерно, виробляв м'ясо, молоко.
Директори радгоспу:
- 1951—1975 — Будняк Володимир Микитович.
- 1975- — Трокай Володимир Григорович.

1994 року розпочався процес реформування радгоспу «Червоноармійське», у результаті чого господарство розпалося на декілька менших господарств із різними формами господарювання: фермерське господарство «Діана» Ставицького С. А., «Донбасагро» Малика О. М., ФГ «Людмила» Колпаченко А. М., ФГ «Форвард» Хрипуна В. В., ФГ «Форвард-2» Силкіної Т. А., ФГ «Ява» Фоменко В. І. У 1990-х роках був відкритий млин і олійниця.

## Транспорт

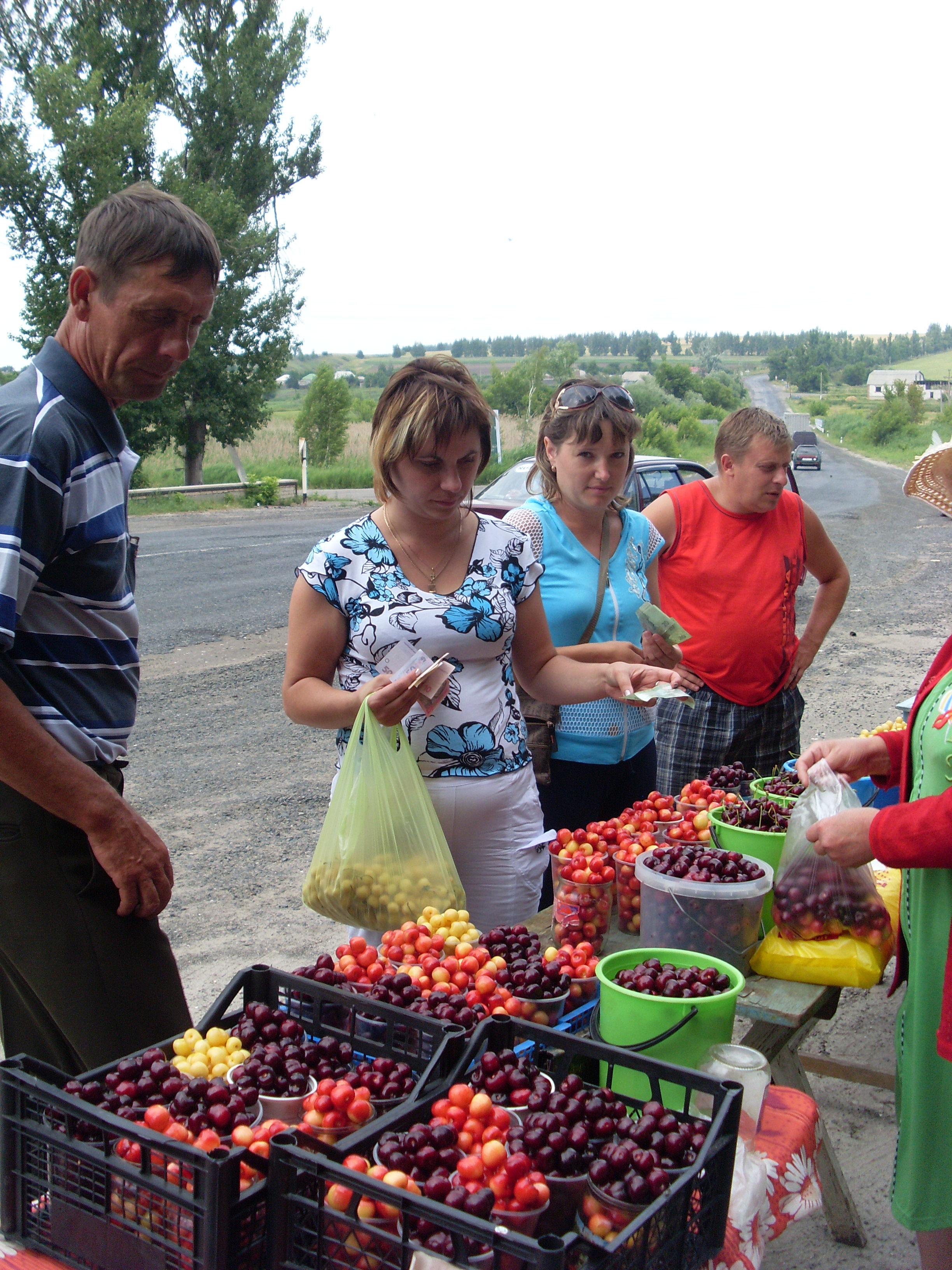

Селище розташоване за 38 км від районного центру і за 7 км від залізничної станції Солідарний на лінії Валуйки — Кіндрашівська-Нова. З районним центром і зі станцією пов'язане автошляхами.

## Культура та інфраструктура
У селищі були зведені будинок культури із залом на 300 місць, бібліотека, фельдшерсько-акушерський пункт, дитячий комбінат, швейна майстерня, пункт з ремонту побутових виробів, 4 магазини, їдальня, готель, відділення зв'язку, автоматична телефонна станція.
За роки восьмої та дев'ятої п'ятирічок (1966–1975) побудовано 7 багатоквартирних і 55 індивідуальних житлових будинків, готель, гуртожиток.
У 1980-х роках на 600 мешканців селища було 20 легкових автомобілів, 70 % населення мало у власності мотоцикли та інші технічні засоби.
Станом на 2010 рік в селі працює Будинок культури, фельдшерсько-акушерський пункт, середня загально-освітня школа, дитячий садок «Дзвіночок», відділення зв'язку, 3 магазини продовольчих товарів, 2 магазини промислових товарів, аптека.

### Школа
1977 року в селі була зведена восьмирічна школа на 220 учнів зі спортивним залом. Директором було призначено Журбу Миколу Олексійовича. 1980 року директором став Сінченко Іван Іванович. Станом на 2013 рік в школі викладає 17 вчителів, вчиться 61 дитина в 11 класах (профільний клас української філології), директор школи Козеренко Валентина Іванівна.

## Пам'ятники
У селі споруджено пам'ятник 43 загиблим воїнам на фронтах Великої Вітчизняної війни.

## Видатні особистості
- Будняк Володимир Микитович — директор радгоспу, Герой Соціалістичної Праці.
- Водолазький І. Д. — бригадир, Герой Соціалістичної Праці.
- Левченко М. П. — доярка та механізатор, нагороджена орденом Леніна.
- Ставицький А. П. — завідувач фермою, Герой Соціалістичної Праці.
- Табуренко В. П. — механізатор, нагороджений орденом Леніна.